# Histoire du snowboard
Dates Historique du snowboard.

## Dates clés
(décembre 2011).
Si vous disposez d'ouvrages ou d'articles de référence ou si vous connaissez des sites web de qualité traitant du thème abordé ici, merci de compléter l'article en donnant les références utiles à sa vérifiabilité et en les liant à la section « Notes et références ».
- 1965 : Sherman Poppen, un Américain, invente le Snurfer (snow surfer) en fixant deux skis ensemble, dirigés par une corde fixée à l'avant de l'engin.
- 1970 : Dimitrije Milovich, surfer de la côte Est américaine, commence à développer un prototype de snowboard basé sur un modèle de surf.
- 1975 : Dimitrije Milovich crée Winterstick, la première marque de snowboard.
- 1977 : Jake Burton Carpenter, habitant du Vermont, travaille sur des prototypes personnels. Peu après, il crée Burton Snowboards. La même année Mike Olson fait de même et crée avec son pote Pete Saari, la marque Gnu Snowboards
- 1978 : Milovich exporte des Wintersticks dans onze pays.
- 1978 : le surfer basque Marc Sarran essaye un des premiers Wintersticks sur la neige pyrénéenne.
- 1979 : Paul Graves apparaît dans la première pub télévisée utilisant le snowboard. Cette publicité pour une marque de bière est diffusée pendant quatre ans aux États-Unis et au Canada.
- 1979 : Mark Anolik créé le premier half-pipe à Tahoe. Il attire les premiers mordus de l'époque : Terry Kidwell, Keith Kimmel, et les photographes des magazines de skateboard.
- 1980 : les technologies du ski sont importées dans le snowboard par Burton et Winterstick. Leurs nouveaux modèles ont une semelle P-tex. Parallèlement, de nouvelles marques se créent : Avalanche, Barfoot, Sims…
- 1980 : la première compétition internationale de snowboard est organisée à Suicide Six, dans le Vermont. Le principe est simple : une course de « kamikazes » sur une piste gelée, The Face.
- 1981 : En France les surfers basques Eric, Alain et Marc Sarran, font, après la première tentative de Marc en 1978, les premières  vraies courbes sur la neige pyrénéenne, suivis en 83 par un autre surfer basque, Claude Etchelecou. Les quatre commencent à fabriquer quelques-unes des premières planches commercialisées en France et Claude Etchelecou commence à enseigner le surf des neiges à La Mongie durant l'hiver 84/85 au sein de l'école de ski Snow Fun.
- 1983 : le Français Régis Rolland tourne le film Apocalypse Snow. Toute une génération européenne de snowboarders suivra ses pas.
- 1985 : sur six cents stations aux États-Unis, seules trente-neuf ouvrent leur domaine aux snowboarders. La même année voit la naissance de Absolutely Radical, le premier magazine de snowboard.
- 1986 : Les championnats suisses, à Saint-Moritz, sont la première compétition de snowboard en Europe.
- 1987-1988 : un circuit Coupe du Monde est organisé entre l'Europe et les États-Unis. En France, création de l'Association française de snowboard (ASF).
- 1989 : les stations nord-américaines sont presque toutes ouvertes au snowboard.
- 1990 : alors qu'une réelle industrie se met en place, Damian Sanders est l'un des nouveaux héros du snowboard. Il est présent dans tous les magazines spécialisés et surtout, dans les premières vidéos. Il y réalise des sauts de barres démesurés pour l'époque, et passe pour un doux dingue.
- 1992 : c'est la vague du crossover : les surfers et surtout les skateboarders se mettent au snowboard. Un film, the Hard the Hungry and the Homeless, illustre la nouvelle tendance « skateboard » du snowboard, qui évolue vers le freestyle.
- 1992 : au même moment, le microcosme du snowboard voit débarquer un adolescent norvégien du nom de Terje Haakonsen. Il suivra le circuit de half-pipe et gagnera absolument tout de 1992 à 1997 : cinq fois champion d'Europe, trois fois vainqueur de l'U.S Open, trois fois champion du monde, deux fois vainqueur du circuit Coupe du monde, et la quasi-totalité des contests auxquels il participe à cette époque. Mais bien au-delà de ça, il devient un modèle de style et de technique pour tous. Il reste aujourd'hui un des plus grands, et le sportif le mieux payé de son pays.
- 1993 : les marques de skateboard comme Santa Cruz ou Plan-B créent leurs divisions snowboard. La même année, la Fédération internationale de ski lorgne sur le snowboard, non sans susciter des inquiétudes parmi les adeptes sur snowboard.
- 1994 : début d'une longue rivalité entre deux fédérations et deux circuits concurrents : la FIS (ski), et l'ISF (International Snowboard Federation). L'ISF possède la légitimité, la FIS les moyens financiers.
- 1995 : le snowboard n'en finit pas de grossir. On compte près de trois cents marques de planches sur le marché mondial.
- 1998 : même si cela n'est pas du goût de tous les snowboarders, le snowboard fait son entrée aux Jeux olympiques. Gian Simmen, un suisse, devient le premier champion olympique de snowboard.
- 2002 : faillite de l’ISF, la fédération bénéficiant de la légitimité auprès des snowboarders. Cela marque la fin de la rivalité ISF/FIS. Cette dernière est désormais la seule fédération de snowboard, ce qui est loin de ravir les adeptes de la première heure.
- 2002 : Terje Haakonsen crée le Ticket To Ride (TTR) World Snowboard Tour, une association à l’écoute des riders qui a pour but de faire évoluer le snowboard. Elle regroupe des évènements de snowboard freestyle indépendants, tous cotés d’un certain nombre de points, dans le but de couronner en fin de saison le champion du TTR World Snowboard Tour. Le Français Mathieu Crepel devient le premier champion du monde TTR.
- 2003 : toutes les marques de ski ou presque se sont mises au snowboard. Les petites sociétés indépendantes ferment les unes après les autres. On vend plus d'un million de planches par an, de plus en plus techniques. C'est devenu « un business comme un autre », l'amateurisme n'est plus de mise, et les stations de sports d'hiver adaptent leurs structures d'accueil.